# TVR・280i
TVR・280iとは、イギリスのTVRが1984年から生産していたクーペとコンバーチブルである。

## 概要
- 350iと同時期にTVRのベーシックモデルとして発売。
- タスミンの後を継ぐが2+2クーペは消滅、2シータークーペとコンバーチブルだけが受け継がれた。
- エンジンはフォードのV6OHVを搭載。
- 1987年から280iがラインナップから消え生産終了。